# Miniopterus pusillus
Miniopterus pusillus é uma espécie de morcego da família Miniopteridae. Pode ser encontrada na China, Vietnã, Laos, Tailândia, Mianmar, Índia, Nepal e Indonésia.